# الرضيع (فلم)
الرضيع (بالإنجليزية: The Yearling) هو فيلم دراما تم إنتاجه في الولايات المتحدة وصدر في سنة 1946.

## طاقم التمثيل
- جريجوري بيك

### ترشيحات وجوائز
| السنة | الحدث  | الفئة              | النتيجة |
| ----- | ------ | ------------------ | ------- |
|       | أوسكار | أفضل تصوير سينمائي | فوز     |

## الميزانية والإيرادات
بلغت تكلفة إنتاج الفيلم حوالي 3.8 مليون دولار بينما حقق أرباحا تقدر بـ 7.6 مليون دولار.

## وصلات خارجية
- مقالات تستعمل روابط فنية بلا صلة مع ويكي بيانات